# 聖菲利佩

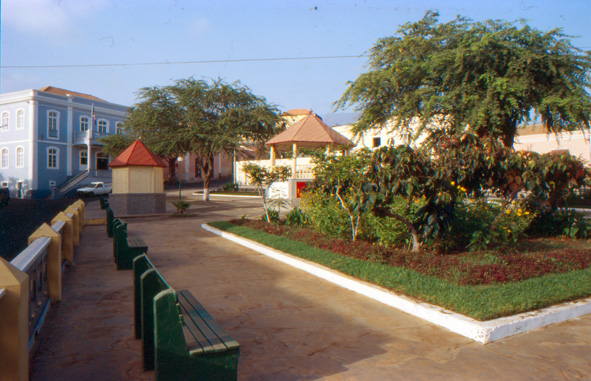
r250px

聖菲利佩是佛得角的城鎮，也是聖菲利佩縣的首府，位於背風群島的福古岛西南部，始建於十六世紀，海拔高度77米，2010年人口8,122人。

## 外部連結
- Informations about Sao Filipe, capital of the Island of Fogo, Cape Verde